# إيناكي سلفادور
إيناكي سلفادور (بالإسبانية: Iñaki Salvador)‏ هو عازف جاز وعازف بيانو وملحن إسباني، ولد في 10 أبريل 1962 في سان سيباستيان في إسبانيا.

## وصلات خارجية
- إيناكي سلفادور على موقع IMDb (الإنجليزية)
- إيناكي سلفادور على موقع ميوزك برينز (الإنجليزية)
- إيناكي سلفادور على موقع ديسكوغز (الإنجليزية)
- إيناكي سلفادور على موقع قاعدة بيانات الفيلم (الإنجليزية)